# スターズ
株式会社スターズは、日本の芸能事務所。

## 概要
- 主に俳優のマネージメントを手掛けている。
- NLP・コーチングの技術に『俳優の表現方法』を融合させた、各種セミナーの開催も手掛けている。
- 直轄の養成所として、俳優塾（JASH）を持ち、育成に力を入れている。

## 所属
| 俳優 - 勝然武美 - 久野明孝 - 津村朱実 - 岡崎百合子 - 安達博 - 君島久子 - 折浜かじき - 河村豊 |

| ナレーター・シナリオライター - 桐生かえみ |

## セミナー開催履歴
- ドラマセミナー Vol.1 「コミュニケーションズ」 (2007年5月3日～5月5日)
- ドラマセミナー Vol.2 「ビジネス篇」 (2007年6月15日～6月17日)
- ドラマセミナー Vol.3 「リソースエンジニアリングセミナー」 (2007年8月31日)